# Radivoje Golubović
Radivoje Golubović (in serbo Радивоје Голубовић?; Podgorica, 22 aprile 1990) è un ex calciatore montenegrino, di ruolo difensore.

## Caratteristiche tecniche
È un terzino destro.

## Palmarès

### Club

#### Competizioni nazionali
- Campionato montenegrino: 1

Budućnost: 2011-2012
- Coppa del Montenegro: 1

Budućnost: 2012-2013